# Procaedicia terminalis
Procaedicia terminalis är en insektsart som först beskrevs av Bolívar, I. 1902.  Procaedicia terminalis ingår i släktet Procaedicia och familjen vårtbitare. Inga underarter finns listade i Catalogue of Life.